# Словниковий запас
Словнико́вий запа́с — це набір слів, яким володіє людина у знайомій їй мові. Словниковий запас, як правило, росте та розвивається з віком, і слугує як практичний і фундаментальний інструмент для спілкування та здобування знань.

## Знання та використання слова
Словниковий запас визначено як «усі слова, що особа їх знає та використовує». Проте, слова, що окрема людина їх знає та використовує  не становлять усіх слів, які представлено людині. За визначенням, словниковий запас включає останні дві категорії наступного переліку:
1. Ніколи не стикався зі словом.
2. Чув слово, але не може визначити його.
3. Упізнає слово завдяки контексту чи тону голосу.
4. Здатен використовувати слово, проте не може чітко пояснити його.
5. Вільний зі словом – його використанням і визначенням.

## Типи словникового запасу
Перелічено в порядку від ряснослівних до обмежених:

### Словниковий запас читання
Особистий словниковий запас читання — це всі слова, які людина може розпізнати під час читання. Це найбільший тип хоча б тому, що він включає інші три.

### Словниковий запас слухання
Особистий словниковий запас слухання — це всі слова, які особа може розпізнати, коли чує як хтось говорить. Цей запас може збільшуватися завдяки контексту і тону голосу.

### Письмовий словниковий запас
Особистий письмовий словниковий запас — це всі слова, які він/вона може застосовувати на письмі. На противагу попереднім двом типам, письмовий словниковий запас заохочує сам користувач.

### Усний словниковий запас
Особистий усний словниковий запас — це всі слова, які людина може використовувати в мовленні. Унаслідок спонтанної природи усного словникового запасу, слова часто застосовуються неправильно. Таке невірне застосування — хоча й незначне та ненавмисне — може бути скомпенсоване виразами обличчя, тоном голосу чи жестами рук.

## Фокальний словниковий запас
«Фокальний словниковий запас» — це спеціалізований набір термінів і ознак, який є особливо важливим певній групі людей; з особливим фокусом досвіду чи діяльності.
Лексикон або словниковий запас — це словник мови, її набір назв речей, подій та понять. Деякі лінгвісти вірять, що лексикон впливає на людське усвідомлення речей → Гіпотеза Сепіра-Ворфа. Наприклад, південносуданські нуери випрацювали словниковий запас, щоб описувати худобу. Нуери мають тузні назв для худоби через особливі історію, структуру та оточення худоби. Такий вид порівняння виявляє певну лінгвістичну розбіжність, як і кількість «ескімоських слів для снігу». Україномовні також можуть випрацювати свої словники для снігу чи худоби, коли постане потреба.

## Зростання словникового запасу
Спочатку, за немовлячого віку, зростання словникового запасу не вимагає зусиль. Немовлята чують слова та наслідують їх, з часом засоційовують їх з об'єктами та вчинками. Це словниковий запас слухання. Усний словниковий запас йде слідом, оскільки діти стають спроможні впевненіше виражати думки без жестів і простих звуків. Як тільки досягаються словниковий запас читання та письмовий словниковий запас – через запитання та освіту – відкриваються аномалії та нерегулярності мови.
На першому курсі, просунутий студент (н-д, освічений студент) знає приблизно вдвічі більше слів ніж непросунутий студент. Загалом, цей розрив не закріплений. Це переноситься на широкий розмах розміру словникового запасу у віці п'яти-шести років, коли україномовна дитина знатиме близько 2,500–5,000 слів. Середній студент вивчає близько 3,000 слів за рік, або приблизно вісім слів на день.
Після закінчення школи, зростання словникового запасу сповільнюється. Люди можуть потім розширювати свій словниковий запас читаючи, граючи у словесні ігри, беручи участь у словникових програмах тощо.

## Пасивний та активний словниковий запас
Навіть якщо ми вивчаємо слово, нам потрібно багато практики та контекстних зв'язків, щоб добре його вивчити. Приблизна група слів, які ми розуміємо, коли їх чуємо, охоплює «пасивний» словниковий запас, тоді як «активний» словниковий запас складено зі слів, які спадають нам на думку негайно, коли ми маємо використати їх у реченні, коли ми говоримо.
У цьому випадку, ми часто маємо згадати слово за мілісекунди, тому потрібно знати його добре, часто в комбінаціях з іншими словами у фразах, в яких його часто вживають.

## Важливість словникового запасу
- Вичерпний словниковий запас дозволяє повніше виражати думки та вільніше спілкуватись.
- Розмір словникового запасу прямо пов'язаний із розумінням прочитаного.[8]
- Лінґвістичний словниковий запас - запас слів які ми використовуємо під час роздумів.[8]
- Інші люди можуть судити про окрему людину за її словниковим запасом.

## Словниковий запас рідної та чужоземної мов

### Словниковий запас рідної мови
Словникові запаси носіїв мови дуже різняться в межах мови і становлять для осіб старше 15 років від 20 до 40 тисяч слів.

### Словниковий запас чужоземної мови

#### Ефект розміру словникового запасу на осягнення мови
Френсіс і Кучера опрацювали тексти загальним обсягом один мільйон слів і виявили, що якщо знати слова з найвищою частотністю, можна швидко зрозуміти більшість слів у тексті:
| Розмір словникового запасу | Покриття написаного тексту |
| -------------------------- | -------------------------- |
| 0 слів                     | 0%                         |
| 1 000 слів                 | 72.0%                      |
| 2 000 слів                 | 79.7%                      |
| 3 000 слів                 | 84.0%                      |
| 4 000 слів                 | 86.8%                      |
| 5 000 слів                 | 88.7%                      |
| 6 000 слів                 | 89.9%                      |
| 15 851 слів                | 97.8%                      |

Знаючи 2 000 слів з найвищою частотністю, можна зрозуміти 80% слів у тих текстах. Цифри виглядають навіть краще, якщо ми захочемо покрити слова, які трапляються в неофіційному контексті мовлення. Тоді 2 000 найпоширеніших слів покриють 96% словникового запасу.

##### Набування словникового запасу другої мови
Вивчення словникового запасу є одним із перших кроків вивчення другої мови, більше того практично неможливо досягти останнього кроку набуття словникового запасу. Чи в рідній мові, чи в другій (чужоземній) набування словникового запасу безперервне. Багато методів допомагають збільшувати словниковий запас.

##### Заучування
Хоча "заучування" може бути досить нудним і тривалим, асоціація слова із рідної мови із відповідним іншомовним словом до їх запам'ятовування вважається одним із кращих методів надбання словникового запасу.  Проте є ствердження що заучування в основному не потребує складної інтелектуальної обробки матеріалу, яка збільшує довготривале запам'ятовування (Sagarra and Alba, 2006). Заучування як правило вимагає значної кількості повторень або розподілених повторень із картками. 
Деякі слова не можуть бути легко об'єднані з допомогою асоціації чи іншими методами. Коли іншомовне слово фонологічно чи візуально схоже на слово із рідної мови, люди часто припускають що вони мають схожий сенс. Хоча це часто і так, але не завжди правда. При роботі із "фальшивими друзями" заучування із повтореннями є ключем до майстерності.  Коли великий об'єм словникового запасу має бути засвоєний у стислі терміни, коли учню потрібно використовувати вокабуляр через короткий час, коли слова означають абстрактні концепції і є важкими для зображення в уяві чи коли треба засвоїти відмінність між фальшивими друзями, "зубріння" це підходящий спосіб. Останнім часом розроблені нейромережеві моделі для запам'ятовування нових слів через орфографію, які враховують особливості притаманні для носіїв мови, що можуть бути використанні іншомовними учнями (Hadzibeganovic and Cannas, 2009).

### Відмінності в словниковому запасі між соціальними класами в Україні
Дослідження показують разючу відмінність у словниковому запасі дошкільнят між різними соціальними класами в Україні. Дошкільнята з сімей інтелектуальної праці зазвичай знають близько 2 150 різних слів, дошкільнята з робітничих сімей — 1 250 слів, тоді як дошкільнята з господарств, які живуть на соціальні виплати, — 620.(Уточнити)